# Aya, Miyazaki
Aya (japanska: 綾町?, Aya-chō) är en landskommun (köping) i Miyazaki prefektur på ön Kyushu i södra Japan. 